# Elecciones presidenciales de Costa Rica de 1853
En las elecciones presidenciales de Costa Rica de 1853 se reeligió al presidente Juan Rafael Mora Porras como candidato único, quien había sido elegido en 1849 para finalizar el período del Dr. José María Castro Madriz cuando éste fue derrocado por José Manuel Quirós y Blanco.
Según el historiador Iván Molina a partir de esta fecha y por las siguientes cuatro décadas las elecciones representarían un papel secundario en la selección del presidente limitándose a una función legitimadora simbólica. Los presidentes eran escogidos mediante una serie de alianzas políticas entre la burguesía cafetalera y el Ejército hasta el comienzo del Estado Liberal de Costa Rica
| Candidato | Candidato               | Votos |
| --------- | ----------------------- | ----- |
|           | Juan Rafael Mora Porras | 83    |
|           | Nulos                   | 8     |